# Anita Wickström
Erna Anita Luise Wickström, född 10 juli 1957, är en svensk jurist som var lagman i Linköpings tingsrätt från 2015 till 2019.
Wickström utnämndes 12 augusti 2004 till departementsråd i Justitiedepartementet. Hon utnämndes till lagman i Linköpings tingsrätt 11 juni 2015.